# Gimnasia en los Juegos Olímpicos
La gimnasia es uno de los deportes tradicionales de los Juegos Olímpicos modernos, estando presente en los mismos desde la edición inaugural en Atenas 1896.
Regulada por la Federación Internacional de Gimnasia, se divide en ocho disciplinas, aunque solo cuatro de ellas son olímpicas: la gimnasia artística, la gimnasia rítmica, la gimnasia en trampolín y el parkour. Actualmente, en los Juegos Olímpicos, comprende nueve eventos masculinos y nueve femeninos.

## Eventos actuales

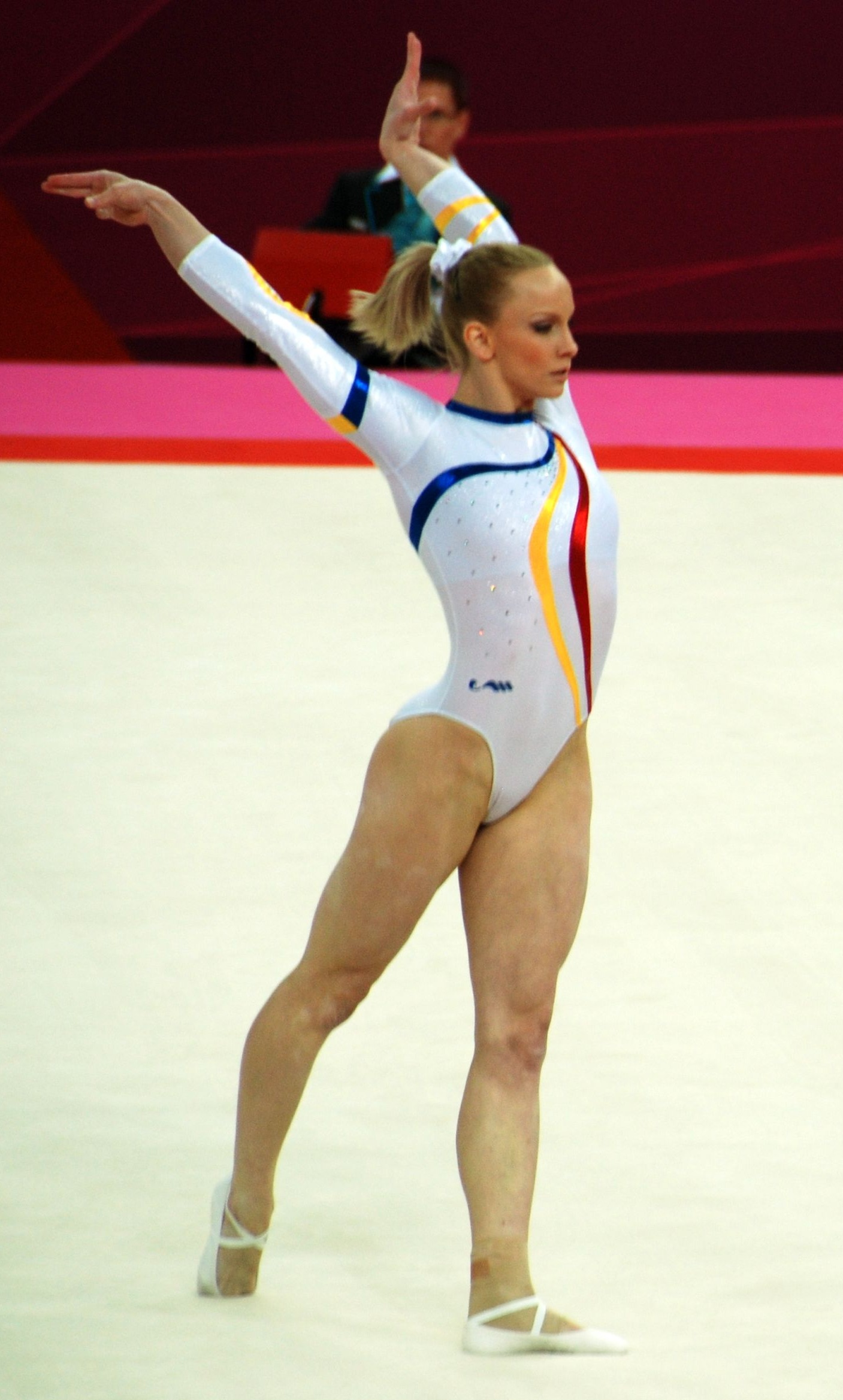
Suelo en los JJ.OO. de 2012.

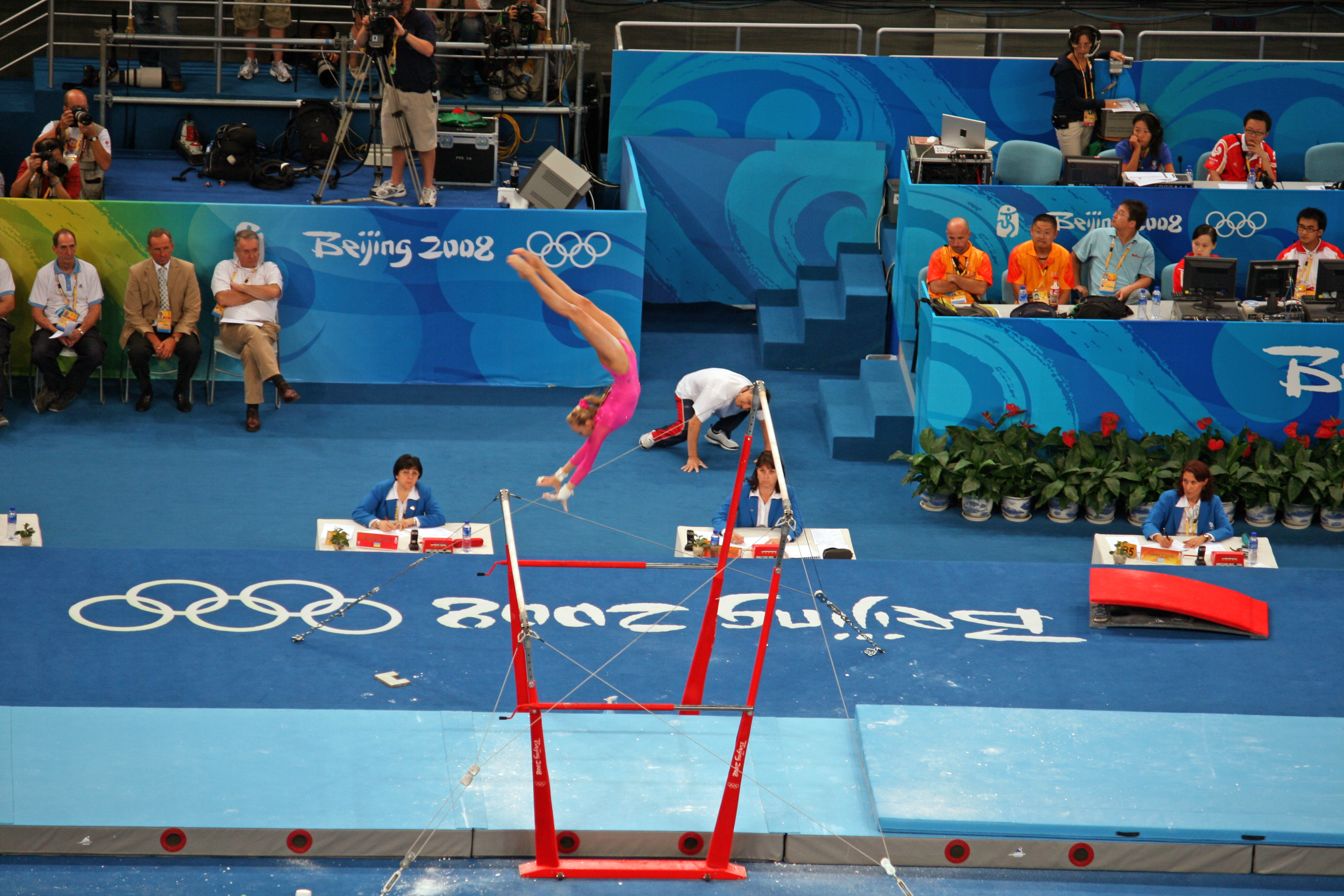
Barras asimétricas en los JJ.OO.de 2008.

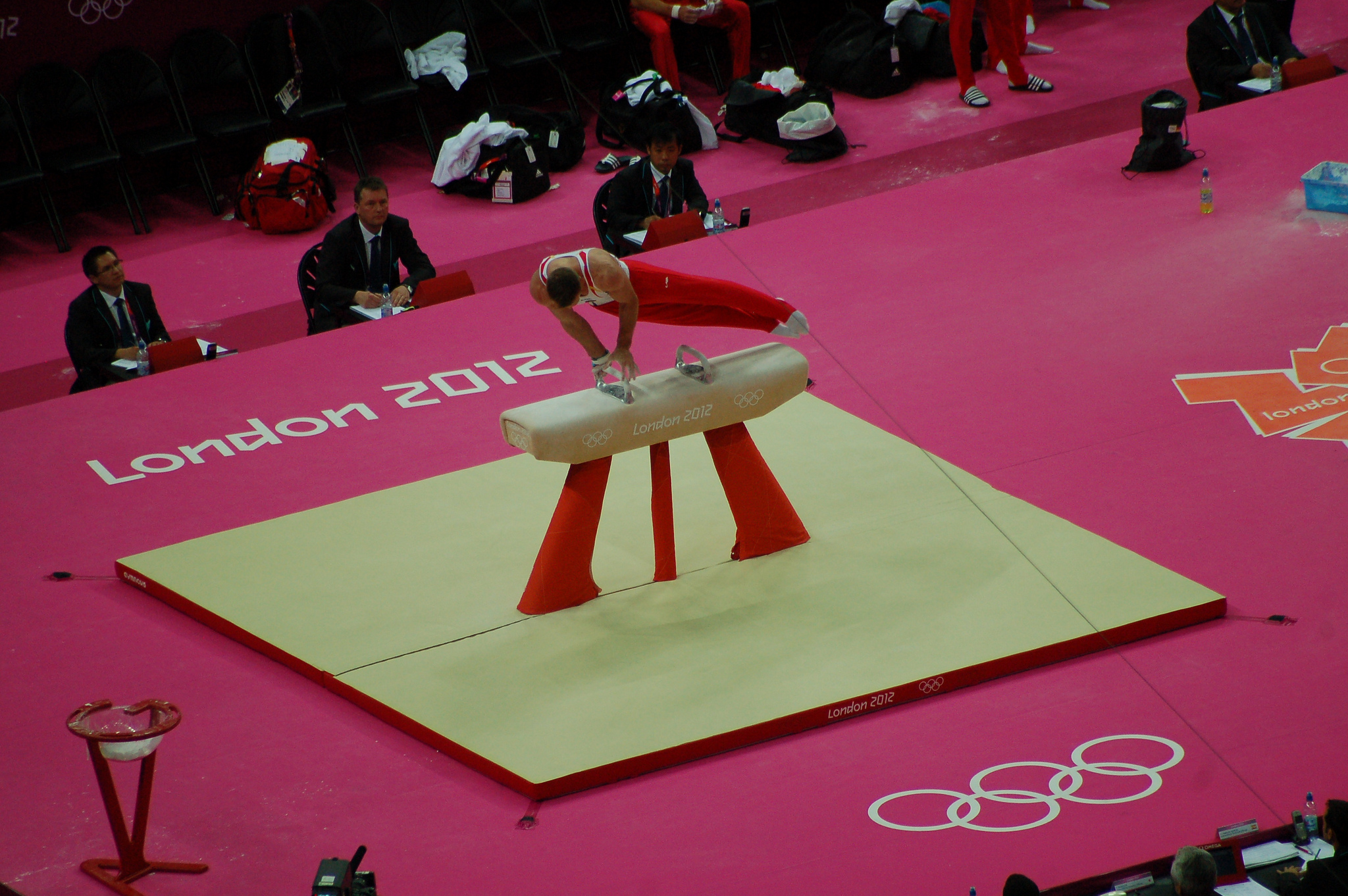
Caballo con arcos en los JJ.OO. de 2012.

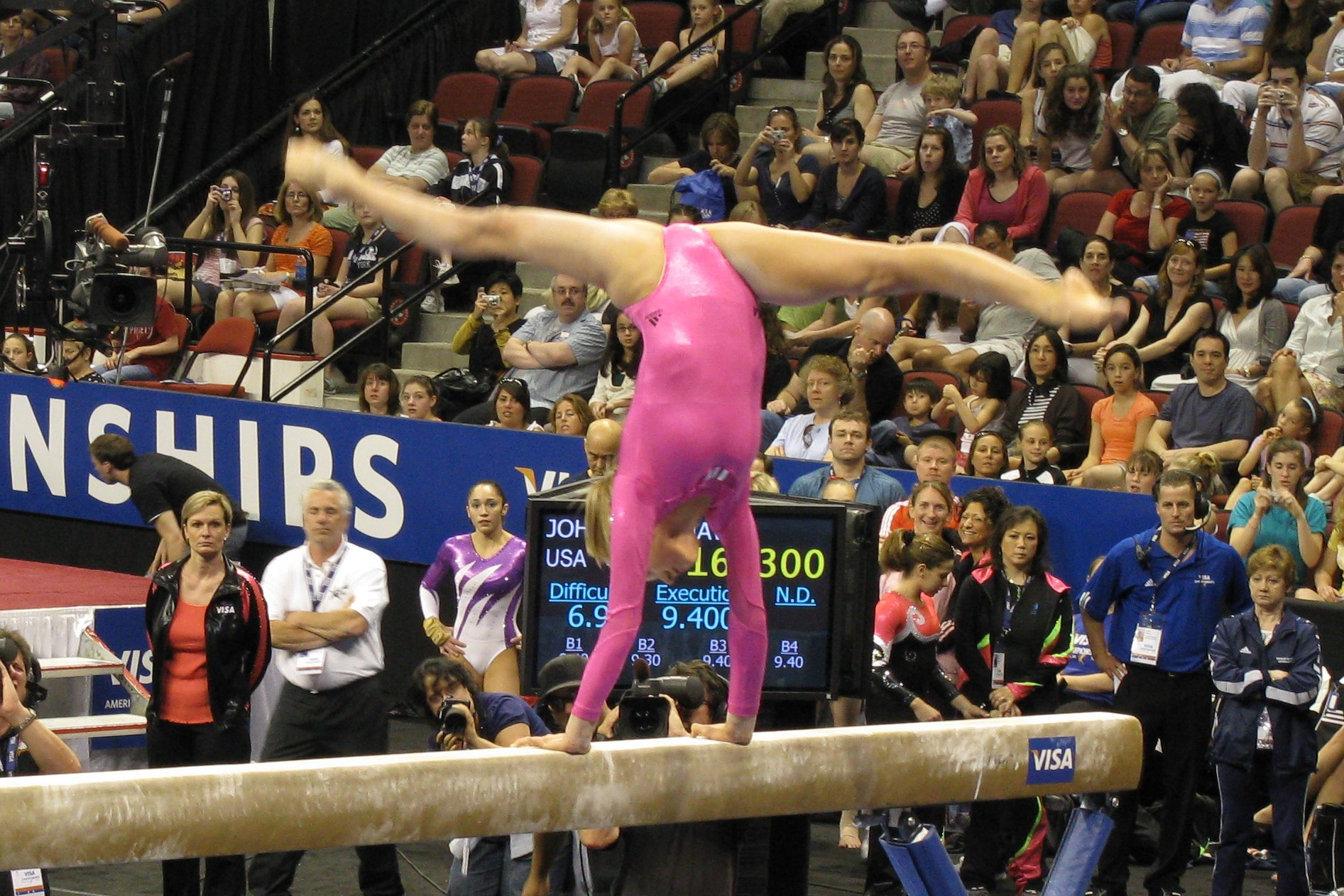
Barra de equilibrio.

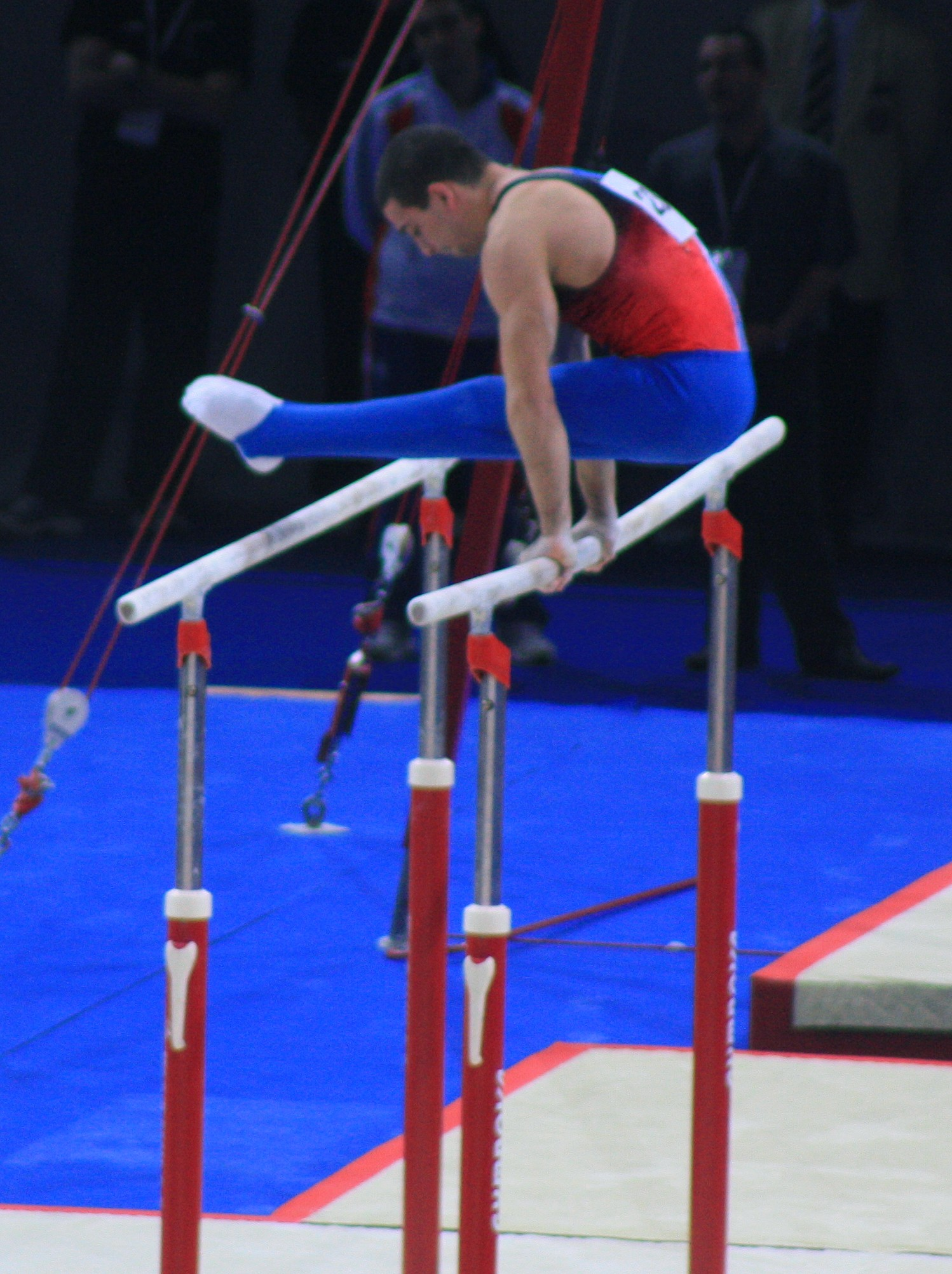
Barras paralelas

### Gimnasia artística
| Masculinos - Concurso completo individual - Concurso completo por equipos - Aparatos - Barra fija - Barras paralelas - Salto de potro - Suelo - Anillas - Caballo con arcos Femeninos - Concurso completo individual - Concurso completo por equipos - Aparatos - Barra de equilibrio - Barras asimétricas - Salto de potro - Suelo - Rítmica individual - Rítmica por conjuntos |

## Medallero por país
| Núm.  | País                          | Oro | Plata | Bronce | Total |
| ----- | ----------------------------- | --- | ----- | ------ | ----- |
| 1     | Unión Soviética (URS)         | 73  | 67    | 44     | 184   |
| 2     | Estados Unidos (USA)          | 34  | 36    | 33     | 102   |
| 3     | Japón (JPN)                   | 29  | 33    | 33     | 95    |
| 4     | República Popular China (CHN) | 29  | 20    | 19     | 68    |
| 5     | Rumania (ROU)                 | 25  | 21    | 26     | 72    |
| 6     | Rusia (RUS)                   | 19  | 16    | 18     | 53    |
| 7     | Suiza (SUI)                   | 16  | 19    | 13     | 48    |
| 8     | Hungría (HUN)                 | 15  | 11    | 14     | 40    |
| 9     | Italia (ITA)                  | 14  | 6     | 10     | 30    |
| 10    | Alemania (GER)                | 13  | 11    | 13     | 37    |
| 11    | Checoslovaquia (TCH)          | 12  | 13    | 10     | 35    |
| 12    | Equipo Unificado (EUN)        | 10  | 5     | 6      | 20    |
| 13    | Finlandia (FIN)               | 8   | 5     | 12     | 25    |
| 14    | Alemania Oriental (GDR)       | 6   | 13    | 17     | 36    |
| 15    | Yugoslavia (YUG)              | 5   | 2     | 4      | 11    |
| 16    | Suecia (SWE)                  | 5   | 2     | 1      | 8     |
| 17    | Grecia (GRE)                  | 4   | 3     | 3      | 10    |
| 18    | Ucrania (UKR)                 | 4   | 2     | 4      | 10    |
| 19    | Francia (FRA)                 | 3   | 10    | 9      | 22    |
| 20    | Bulgaria (BUL)                | 3   | 5     | 8      | 16    |
| 21    | Canadá (CAN)                  | 3   | 3     | 2      | 8     |
| 22    | España (ESP)                  | 3   | 2     | 1      | 6     |
| 23    | Corea del Norte (PRK)         | 2   | 0     | 0      | 2     |
| 23    | Países Bajos (NED)            | 2   | 0     | 0      | 2     |
| 25    | Corea del Sur (KOR)           | 1   | 4     | 4      | 9     |
| 26    | Dinamarca (DEN)               | 1   | 2     | 1      | 4     |
| 26    | Noruega (NOR)                 | 1   | 2     | 1      | 4     |
| 28    | Polonia (POL)                 | 1   | 1     | 2      | 4     |
| 29    | Equipo Alemán Unificado (EUA) | 1   | 1     | 1      | 3     |
| 30    | Letonia (LAT)                 | 1   | 1     | 0      | 2     |
| 31    | Brasil (BRA)                  | 1   | 1     | 0      | 1     |
| 32    | Bielorrusia (BLR)             | 0   | 4     | 6      | 10    |
| 33    | Reino Unido (GBR)             | 0   | 2     | 6      | 8     |
| 34    | Bélgica (BEL)                 | 0   | 1     | 1      | 2     |
| 35    | Australia (AUS)               | 0   | 1     | 0      | 1     |
| 35    | Colombia (COL)                | 0   | 1     | 0      | 1     |
| 35    | Croacia (CRO)                 | 0   | 1     | 0      | 1     |
| 38    | Alemania Occidental (FRG)     | 0   | 0     | 1      | 1     |
| 38    | Uzbekistán (UZB)              | 0   | 0     | 1      | 1     |
| Total | Total                         | 344 | 325   | 327    | 996   |

- Datos actualizados a 2012.

## Medallero por año
| Edición          | País                          |
| ---------------- | ----------------------------- |
| Atenas 1896      | Alemania (GER)                |
| París 1900       | Francia (FRA)                 |
| San Luis 1904    | Bolivia Estados Unidos (USA)  |
| Londres 1911     | Italia (ITA) · Suecia (SWE)   |
| Estocolmo 1912   | Italia (ITA)                  |
| Amberes 1920     | Italia (ITA)                  |
| París 1924       | Suiza (SUI)                   |
| Ámsterdam 1928   | Suiza (SUI)                   |
| Los Ángeles 1932 | Estados Unidos (USA)          |
| Berlín 1936      | Alemania (GER)                |
| Londres 1948     | Finlandia (FIN)               |
| Helsinki 1952    | Unión Soviética (URS)         |
| Melbourne 1956   | Unión Soviética (URS)         |
| Roma 1960        | Unión Soviética (URS)         |
| Tokio 1964       | Japón (JPN)                   |
| México 1968      | Japón (JPN)                   |
| Múnich 1972      | Unión Soviética (URS)         |
| Montreal 1976    | Unión Soviética (URS)         |
| Moscú 1980       | Unión Soviética (URS)         |
| Los Ángeles 1984 | Estados Unidos (USA)          |
| Seúl 1988        | Unión Soviética (URS)         |
| Barcelona 1992   | Equipo Unificado (EUN)        |
| Atlanta 1996     | Ucrania (UKR)                 |
| Sídney 2000      | Rusia (RUS)                   |
| Atenas 2004      | Rumania (ROU)                 |
| Pekín 2008       | República Popular China (CHN) |
| Londres 2012     | República Popular China (CHN) |
| Río 2016         | Estados Unidos (USA)          |
| Tokio 2020       | Estados Unidos (USA)          |

## Gimnastas artísticos destacados

### Hombres
| Gimnasta           | País                  | Oros | Platas | Bronces | Total |
| ------------------ | --------------------- | ---- | ------ | ------- | ----- |
| Sawao Kato         | Japón (JPN)           | 8    | 3      | 1       | 12    |
| Nikolai Andrianov  | Unión Soviética (URS) | 7    | 5      | 3       | 15    |
| Boris Shakhlin     | Unión Soviética (URS) | 7    | 4      | 2       | 13    |
| Viktor Chukarin    | Unión Soviética (URS) | 7    | 3      | 1       | 11    |
| Akinori Nakayama   | Japón (JPN)           | 6    | 2      | 2       | 10    |
| Vitaly Scherbo     | Bielorrusia (BLR)     | 6    | 0      | 4       | 10    |
| Takashi Ono        | Japón (JPN)           | 5    | 4      | 4       | 13    |
| Yukio Endo         | Japón (JPN)           | 5    | 2      | 0       | 7     |
| Mitsuo Tsukahara   | Japón (JPN)           | 5    | 1      | 3       | 9     |
| Georges Miez       | Suiza (SUI)           | 4    | 3      | 1       | 8     |
| Alexei Nemov       | Rusia (RUS)           | 4    | 2      | 6       | 12    |
| Alexander Dityatin | Unión Soviética (URS) | 3    | 6      | 1       | 10    |
| Shinnosuke Oka     | Japón (JPN)           | 3    | 0      | 1       | 4     |
| Mikhail Voronin    | Unión Soviética (URS) | 2    | 6      | 1       | 9     |
| Heikki Savolainen  | Finlandia (FIN)       | 2    | 1      | 6       | 9     |
| Yuri Titov         | Unión Soviética (URS) | 1    | 5      | 3       | 9     |